# افراییم هالوی
افراییم هالوی (عبری: אפרים הלוי‎؛ زادهٔ ۲ دسامبر ۱۹۳۴) یک سیاستمدار اهل اسرائیل است. وی در دوره نخست‌وزیری آریل شارون به عنوان چهارمین سرپرست شورای امنیت ملی اسرائیل معرفی شد.
هالوی در سال ۱۹۹۸ به سمت نهمین رئیس سازمان اطلاعات و وظایف ویژه (موساد) منصوب گشت و مدت ۴ سال (تا سال ۲۰۰۲) عهده‌دار این سمت بود.